# Conus sertacinctus
Espèce
Statut de conservation UICN

 LC  : Préoccupation mineure
Conus sertacinctus est une espèce de mollusques gastéropodes marins de la famille des Conidae.
Comme toutes les espèces du genre Conus, ces escargots sont prédateurs et venimeux. Ils sont capables de « piquer » les humains et doivent donc être manipulés avec précaution, voire pas du tout.

## Description
Conus sertacinctus est un coquillage de taille petite à moyenne (25-35 mm), solide mais léger. La spire est de hauteur moyenne et son contour est droit ou légèrement concave.

## Distribution
Conus sertacinctus est présent au large des îles Salomon. Il n'est pas rare autour de l'île de Guadalcanal au large des Philippines et Inde du Sud.

### Niveau de risque d’extinction de l’espèce
Selon l'analyse de l'UICN réalisée en 2011 pour la définition du niveau de risque d'extinction, cette espèce s'étend du sud de l'Inde aux Philippines et à l'Indonésie, avec des populations également présentes dans les îles Salomon, en Nouvelle-Bretagne (Papouasie-Nouvelle-Guinée) et dans les îles Marshall. Cette espèce est très commune dans certaines parties de son aire de répartition. Il n'y a pas de menaces connues pour cette espèce. Cette espèce est classée dans la catégorie " préoccupation mineure ".

## Taxonomie

### Publication originale
L'espèce Conus sertacinctus a été décrite pour la première fois en 1986 par le malacologiste allemand Dieter Röckel (d) dans « Archiv für Molluskenkunde »,.

### Synonymes
- Conus (Phasmoconus) sertacinctus Röckel, 1986 · appellation alternative
- Phasmoconus sertacinctus (Röckel, 1986) · non accepté